# Liste der Monuments historiques in Belrupt-en-Verdunois
Die Liste der Monuments historiques in Belrupt-en-Verdunois führt die Monuments historiques in der französischen Gemeinde Belrupt-en-Verdunois auf.

## Liste der Objekte
| Bezeichnung                      | Beschreibung                                         | Standort                       | Kennzeichnung | Schutzstatus | Datum | Bild |
| -------------------------------- | ---------------------------------------------------- | ------------------------------ | ------------- | ------------ | ----- | ---- |
| Trinkbecher                      | Kupfer, versilbert, 16. oder 17. Jahrhundert         | in der Kirche St-Martin (Lage) | PM55002730    | Inscrit      | 2010  |      |
| Skulptur eines heiligen Bischofs | Kalkstein, farbig gefasst, Ende des 15. Jahrhunderts | in der Kirche St-Martin (Lage) | PM55000119    | Classé       | 1988  |      |
| Skulptur Madonna mit Kind        | Holz, 18. Jahrhundert                                | in der Kirche St-Martin (Lage) | PM55001586    | Inscrit      | 1992  |      |